# Quik Is the Name
Quik Is The Name – pierwszy solowy album DJ Quika, wydany w 1991 roku

## Lista utworów
1. Quik Is The Name (Intro)
2. Tonite
3. Born And Raised In Compton
4. Deep (z AMG, 2nd II None)
5. Tha Bombudd
6. Dedication
7. Quik Is The Name
8. Loked Out Hood
9. 8 Ball
10. Quik's Groove
11. Tear It Off (z AMG)
12. I Got That Feelin'
13. Skanless (z 2nd II None, Hi-C, AMG)